# David Bottrill
Pour les articles homonymes, voir Bottrill.
David Bottrill est un réalisateur artistique canadien.

## Biographie
David Bottrill commence à travailler à Grant Avenue Studios, un studio d'enregistrement d'Hamilton appartenant à Daniel Lanois en 1982. Il assiste ensuite Lanois quand celui-ci produit un album pour Peter Gabriel en 1985 et travaille une dizaine d'années avec le musicien. Il devient lui-même producteur au milieu des années 1990.

## Discographie
(en tant que producteur sauf mention contraire
- 1986 : So de Peter Gabriel
- 1989 : Passion de Peter Gabriel
- 1992 : US de Peter Gabriel
- 1993 : The First Day de David Sylvian & Robert Fripp
- 1993 : Darshan (The Road To Graceland) de David Sylvian & Robert Fripp
- 1994 : Vroom de King Crimson
- 1995 : THRAK de King Crimson
- 1996 : Ænima de Tool
- 1999 : Metropolis Part 2: Scenes from a Memory de Dream Theater (mixage audio)
- 1999 : The Ideal Crash de dEUS
- 2001 : Lateralus de Tool
- 2001 : Origin of Symmetry de Muse
- 2003 : Faceless de Godsmack
- 2005 : Chapter V de Staind
- 2008 ; When I Wake up de Jesse Clegg
- 2009 : Battle for the Sun de Placebo
- 2011 : Keep You Close de dEUS
- 2011 ; Life On Mars de Jesse Clegg
- 2012 : Oceania de The Smashing Pumpkins (mixage audio)
- 2012-2013 : House of Gold and Bones - Part 1 et Part 2 de Stone Sour